# 圣布雷斯
圣布雷斯（法語：Saint-Brès，法語發音：[sɛ̃ bʁɛs]）是法国埃罗省的一个市镇，位于该省东部，属于蒙彼利埃区。

## 地理
圣布雷斯（43°40'3"N, 4°1'45"E）面积4.86 平方千米，位于法国奧克西塔尼大區埃罗省，该省份为法国南部沿海省份，南濒地中海，西南接奥德省，西北接塔恩省和阿韦龙省，东北与加尔省接壤。
与圣布雷斯接壤的市镇（或旧市镇、城区）包括：巴亚尔格、卡斯特里、朗萨格、米代松、圣热涅斯德穆尔格、瓦莱尔格。
圣布雷斯的时区为UTC+01:00、UTC+02:00（夏令时）。

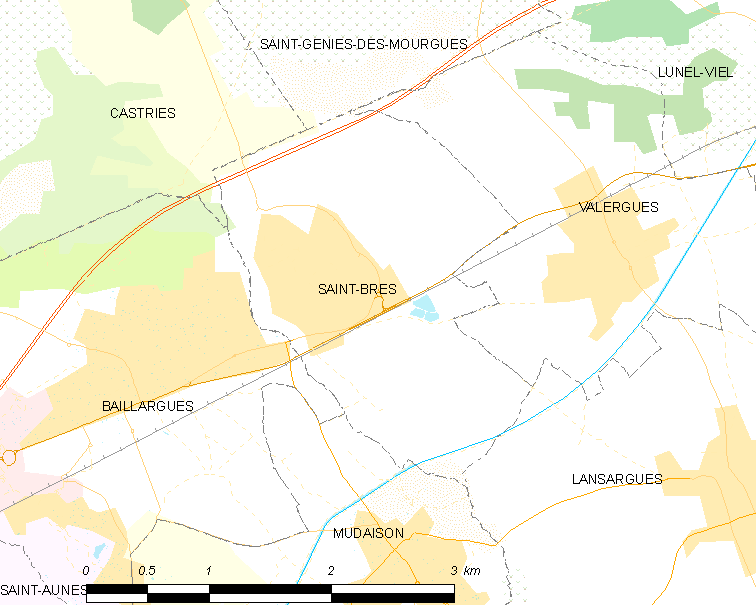
圣布雷斯的OSM定位图

## 行政
圣布雷斯的邮政编码为34670，INSEE市镇编码为34244。

## 政治
圣布雷斯所属的省级选区为勒克雷斯县。

## 交通
法国国家A9号高速公路经过境内北部但未设出入口。法国国道N113线和埃罗省省道D106线在境内交汇。塔拉斯孔－蒙彼利埃铁路经过境内南部但未设站。

## 人口

1962-2008年间圣布雷斯人口变化图示

圣布雷斯于2022年1月1日时的人口数量为3462人。